# NGC 266
NGC 266 je spirální galaxie s příčkou v souhvězdí Andromedy. Její zdánlivá jasnost je 11,8m a úhlová velikost 3,0′ × 2,9′. Je vzdálená 215 milionů světelných let, průměr má 190 000 světelných let. 
Galaxie je pravděpodobně gravitačně vazána s galaxií NGC 262 a je členem skupiny galaxií okolo galaxie NGC 315.
Galaxii objevil 11. září 1784 William Herschel. V katalogu NGC je popsána jako „
dosti jasná, dosti malá, poněkd rozšířená, dosti nahle jesnější střed, skvrnitá avšak nerozlišená, hvězda 8. magnitudy 4′ jihovýchodně “.